# Geltwil

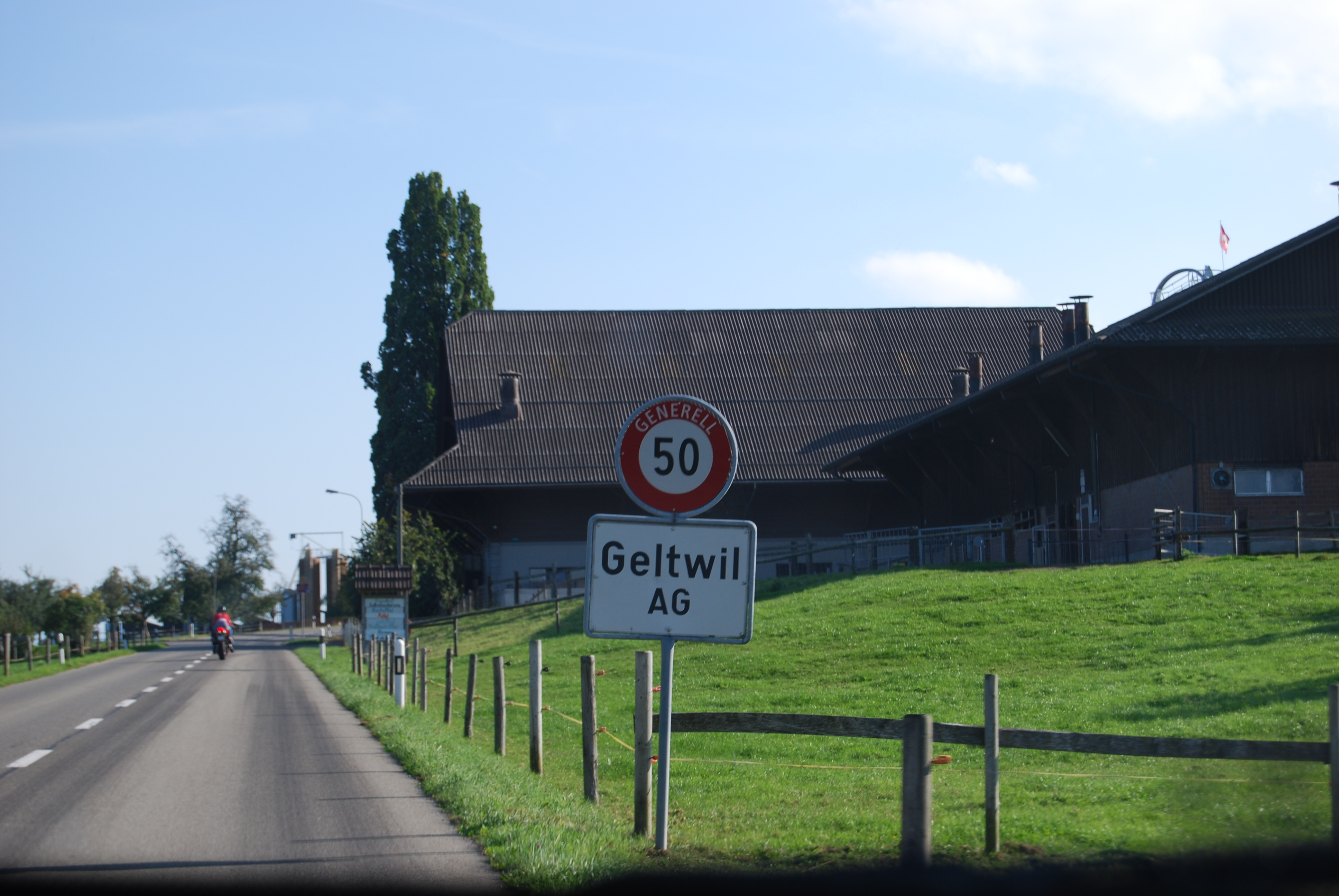
Geltwil.

Geltwil es una comuna suiza del cantón de Argovia, ubicada en el distrito de Muri. Limita al norte con las comunas de Buttwil y Muri, al este con Merenschwand, al sur con Beinwil (Freiamt), y al oeste con Hitzkirch (LU).